# Regenbogen – Für eine neue Linke

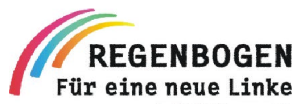
Logo

Regenbogen – Für eine neue Linke war eine Wählervereinigung in Hamburg, die von 1999 bis 2007 existierte.
Die Wählergemeinschaft war ursprünglich eine Abspaltung der Hamburger Grün-Alternativen Liste. Im Juni 1999 gründeten die Abgeordneten Heike Sudmann, Norbert Hackbusch, Susanne Uhl, Lutz Jobs und Julia Koppke auf Grund der deutschen Kriegsbeteiligung auf dem Balkan eine parlamentarische Gruppe und waren anschließend weitere zwei Jahre Mitglied der Hamburgischen Bürgerschaft.
Der Name Regenbogen wurde zuerst Ende Mai 1999 in der Altonaer Bezirksversammlung und kurz danach auch in Hamburg-Nord, Bergedorf und Wandsbek verwendet. Zu den in der Öffentlichkeit bekanntesten Köpfen gehörten die Bürgerschaftsabgeordneten Heike Sudmann und Norbert Hackbusch sowie der ehemalige Bürgerschaftsabgeordnete Andreas Bachmann.
Im Regenbogen waren nach Angabe des Verfassungsschutzes diverse linke Gruppierungen organisiert, wobei sich das gemeinsame Auftreten bzw. politische Handeln auf den Großraum Hamburg beschränkte.
Bei der Bürgerschaftswahl in Hamburg 2001 erhielt der Regenbogen 1,7 Prozent (im Bezirk Altona allerdings 4,3 Prozent), bei der Bürgerschaftswahl 2004 (trotz Unterstützung von PDS, SAV, DKP und weiterer linker Parteien und Gruppierungen) nur noch 1,1 Prozent der Stimmen.
Der Regenbogen beschloss im April 2007 auf einer Mitgliederversammlung, nicht zur Bürgerschaftswahl in Hamburg 2008 anzutreten, und erklärte am 2. Dezember 2007 die Selbstauflösung. Ein gewisses Nachleben hat die Organisation jedoch in Form einer Hochschulgruppe namens Regenbogen/Alternative Linke an der Universität Hamburg.